# Linda Lustig
Linda Lustig, fram till 2012 Linda Kjellén, född 1982, är en svensk programledare på framför allt TV3 och TV6.
Lustig har bland annat har lett TV-program som Lyckochansen och Momento på samma kanaler. Andra program som Lustig arbetat med är Vinnare V64, Fredagsklubben och Hästgalan 2012 på TV4. Sommaren 2010 ledde hon programmet Vinnare V64 på TV4 som gästades av bland andra Mats Sundin, Patrik Sjöberg och Tomas Brolin.
Lustig medverkade också som tävlande i Idol 2004 där hon nådde till kvalveckan innan hon fick lämna tävlingen.
Hon var 2012–2018 gift med Ola Lustig.